# Khondaker Mostaq Ahmad
Khondaker Mostaq Ahmad (bengalí: খন্দকার মোশতাক আহমেদ)  (Daudkandi Upazila, 1918 - Dacca, 5 de març de 1996) fou un polític bangladeshià que va exercir com a president de Bangladesh del 15 d'agost al 6 de novembre de 1975, després de l'assassinat de Sheikh Mujibur Rahman, capdavanter fundador d'aquest país. Ahmad va exercir importants rols en la Lliga Awami i al govern en l'exili format durant la Guerra d'Alliberament de Bangladesh.